# Banana (Kiribati)

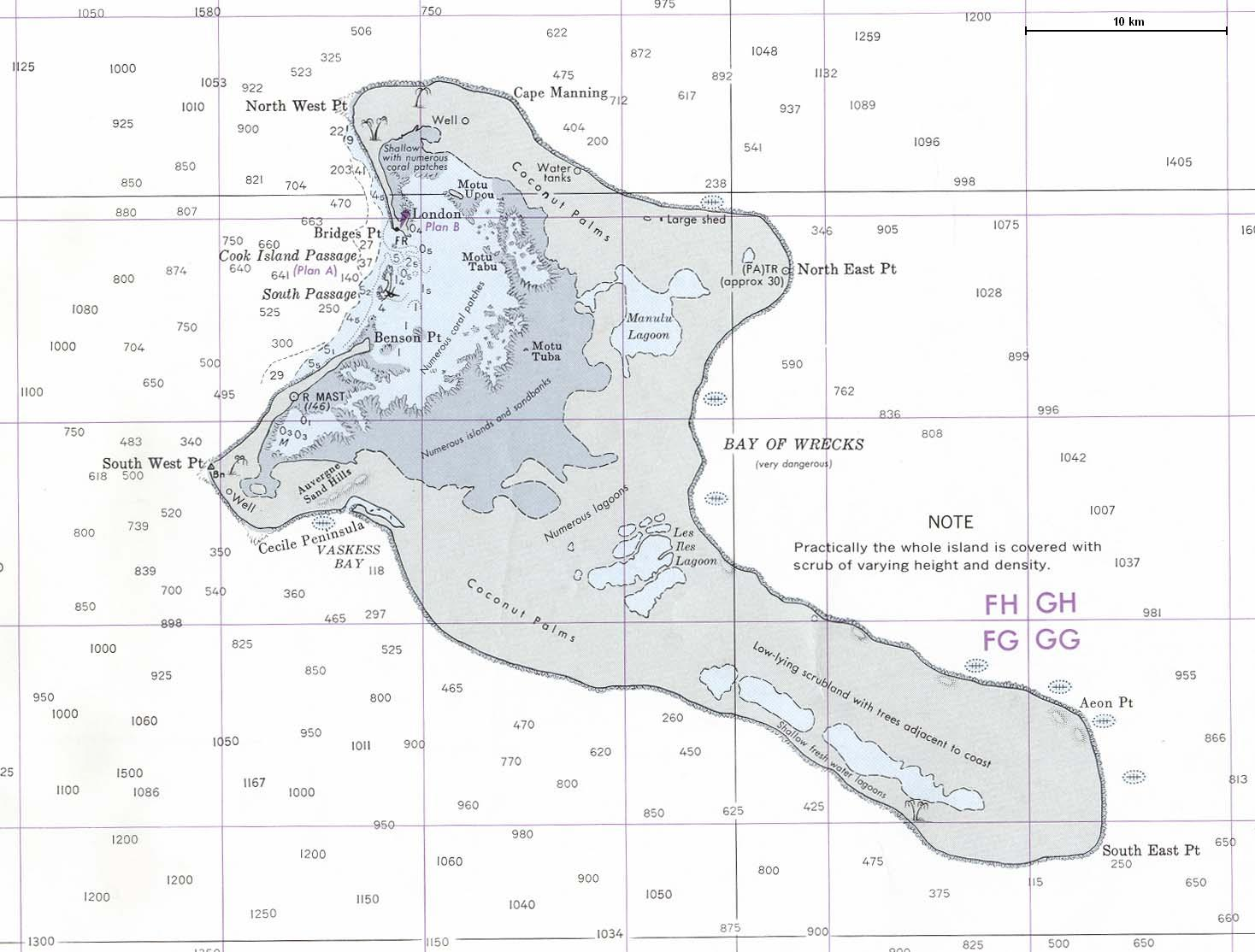
Banana ist im Nordosten dieser Karte eingezeichnet.

Banana  ist der drittgrößte der vier Orte auf dem abgelegenen Atoll Kiritimati (Christmas Island) im Inselstaat Kiribati im Zentralpazifik. 2020 wurden 1458 Einwohner gezählt (2005: 1170).

## Geographie
Banana liegt an der Nordküste des Atolls, direkt am Flughafen Cassidy. Der Ort ist etwa 15 km von Tabwakea im Ostteil der Insel entfernt. Die einzige nennenswerte Straße verbindet diese Orte und führt von Banana auch nach Süden entlang der Bay of Wrecks zum Aeon-Flugfeld. Etwa 5 km nordwestlich der Siedlung befindet sich das Cape Mannig und etwa 4 km östlich der Northeast Point der Insel. Banana liegt 220 km nördlich des Äquators. Der Hauptort Napia auf der Insel Tabuaeran (Fanning Island) ist 304 km (nordwestliche Richtung) entfernt, die Insel Teraina (Washington Island) 450 km, ebenfalls in nordwestlicher Richtung. Die Hauptstadt Kiribatis, South Tarawa auf dem Tarawa-Atoll liegt in beinahe 3300 km Entfernung.
Banana verfügt über einige Palmenpflanzungen. Nach Süden erstreckt sich ein Landgerippe, das von alten Korallenriffen gebildet wird und von vielen kleinen Armen der Lagune und der etwas größeren Manulu Lagoon zersplittert wird.